# 小孔亞口魚
小孔亞口魚（學名：Minytrema melanops），為輻鰭魚綱鯉形目亞口魚科的其中一種，為溫帶淡水魚，分布於北美洲美國賓夕法尼亞州至明尼蘇達州的五大湖下游及密西西比河、北卡羅來納州的開普菲爾河到德克薩斯州的科羅拉多河流域，本魚體呈長橢圓形，口鼻圓鈍，口近下位，體被圓鱗，每個鱗具有黑點，故體側看起來有數條黑色縱紋，體長可達50公分，體重可達1.2公斤，壽命可達6年，棲息在水質清澈、沙石底質的溪流、湖泊底層水域，在傍晚及黎明時活動，屬雜食性，以昆蟲幼蟲、枝角類、矽藻等為食，繁殖期在四月和五月。